# Balinka (Fejér)
Balinka (deutsch Balingen) ist eine ungarische Gemeinde im Kreis Mór im Komitat Fejér.

## Geografische Lage
Balinka liegt am östlichen Rand des Bakonywaldes, 21,5 Kilometer nordwestlich des Komitatssitzes Székesfehérvár, 7 Kilometer der Kreisstadt Mór an dem Fluss Gaja-patak. Nachbargemeinden sind Bodajk, Isztimér und Bakonycsernye.

## Geschichte
Balinka wurde 1187 erstmals schriftlich erwähnt. Im Jahr 1913 gab es in der damaligen Kleingemeinde 111 Häuser und 633 Einwohner auf einer Fläche von 3880 Katastraljochen. Sie gehörte zu dieser Zeit zum Bezirk Mór im Komitat Fejér. Zwischen 1842 und 2003 fand in der Gemeinde Steinkohlebergbau statt.

## Sehenswürdigkeiten
- 1848er-Denkmal
- Bergarbeiter-Denkmal (Bányász-emlékmű), erschaffen 1959 von István Szabó sen.
- Denkmal für die Opfer des Bergbaus
- Römisch-katholische Kirche Szent Vendel, erbaut 1883
- Sowjetisches Militärdenkmal
- Szent-Borbála-Statuen, erschaffen 1952 und 1992
- Weltkriegsdenkmal

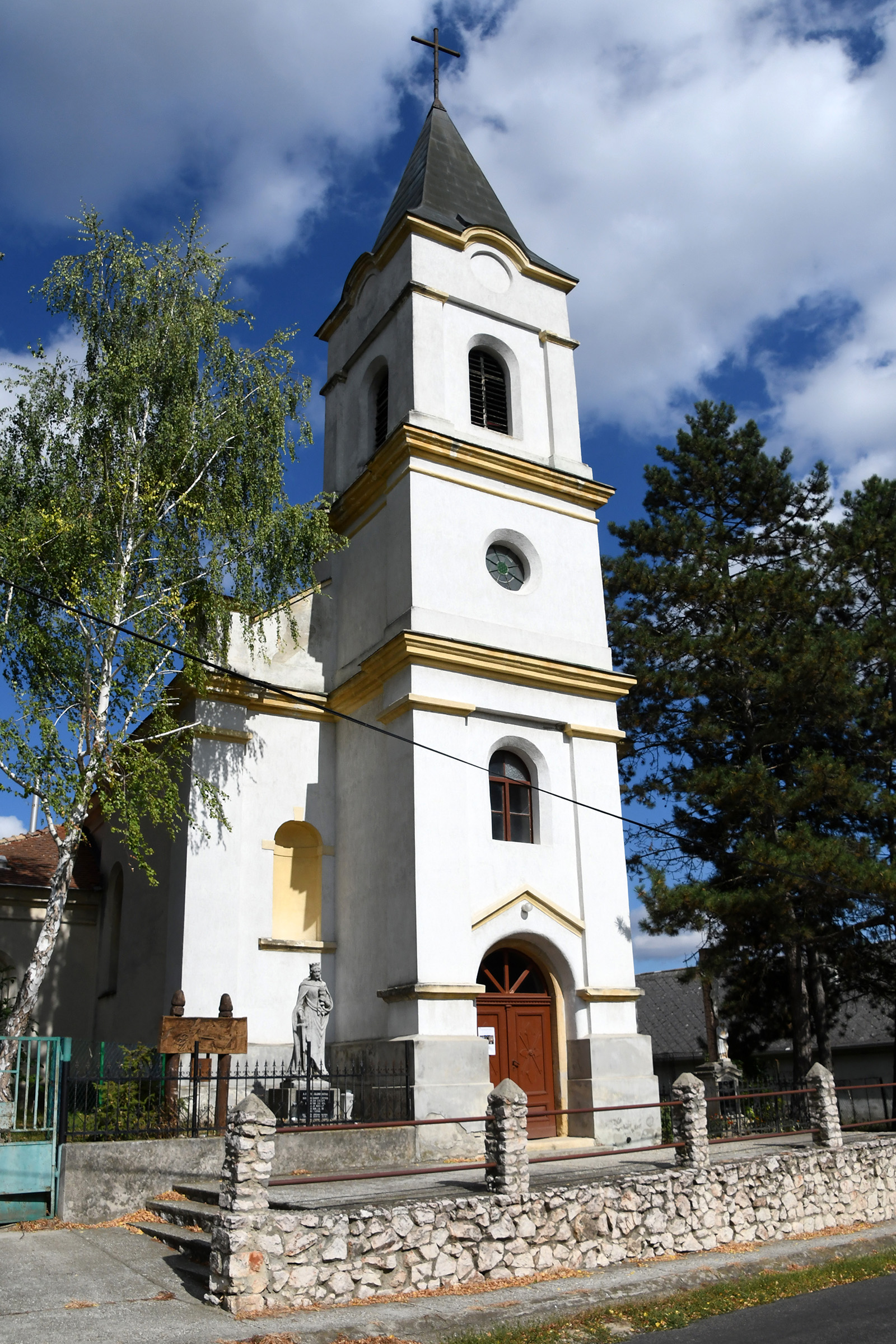
Römisch-katholische Kirche Szent Vendel
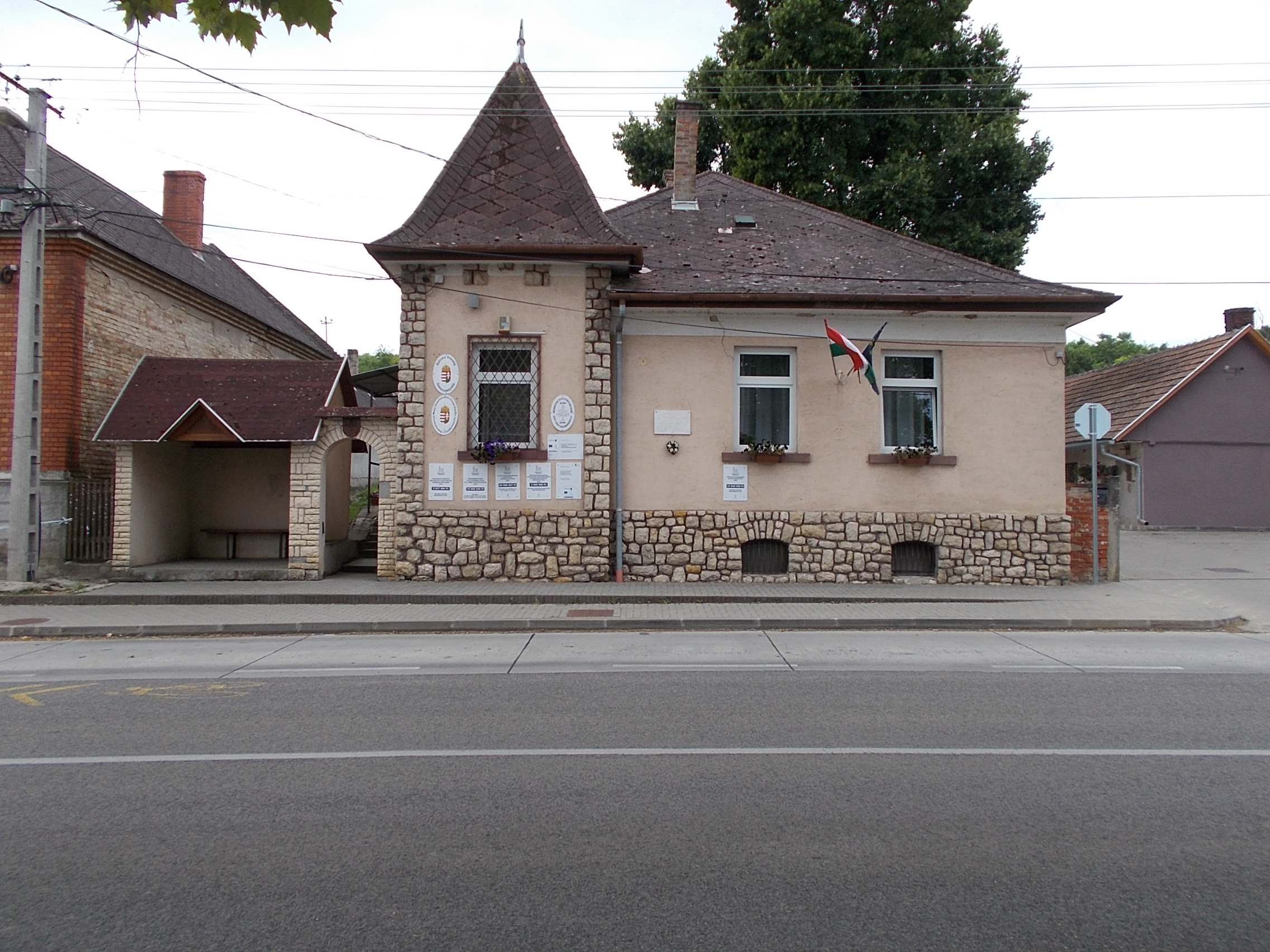
Bürgermeisteramt
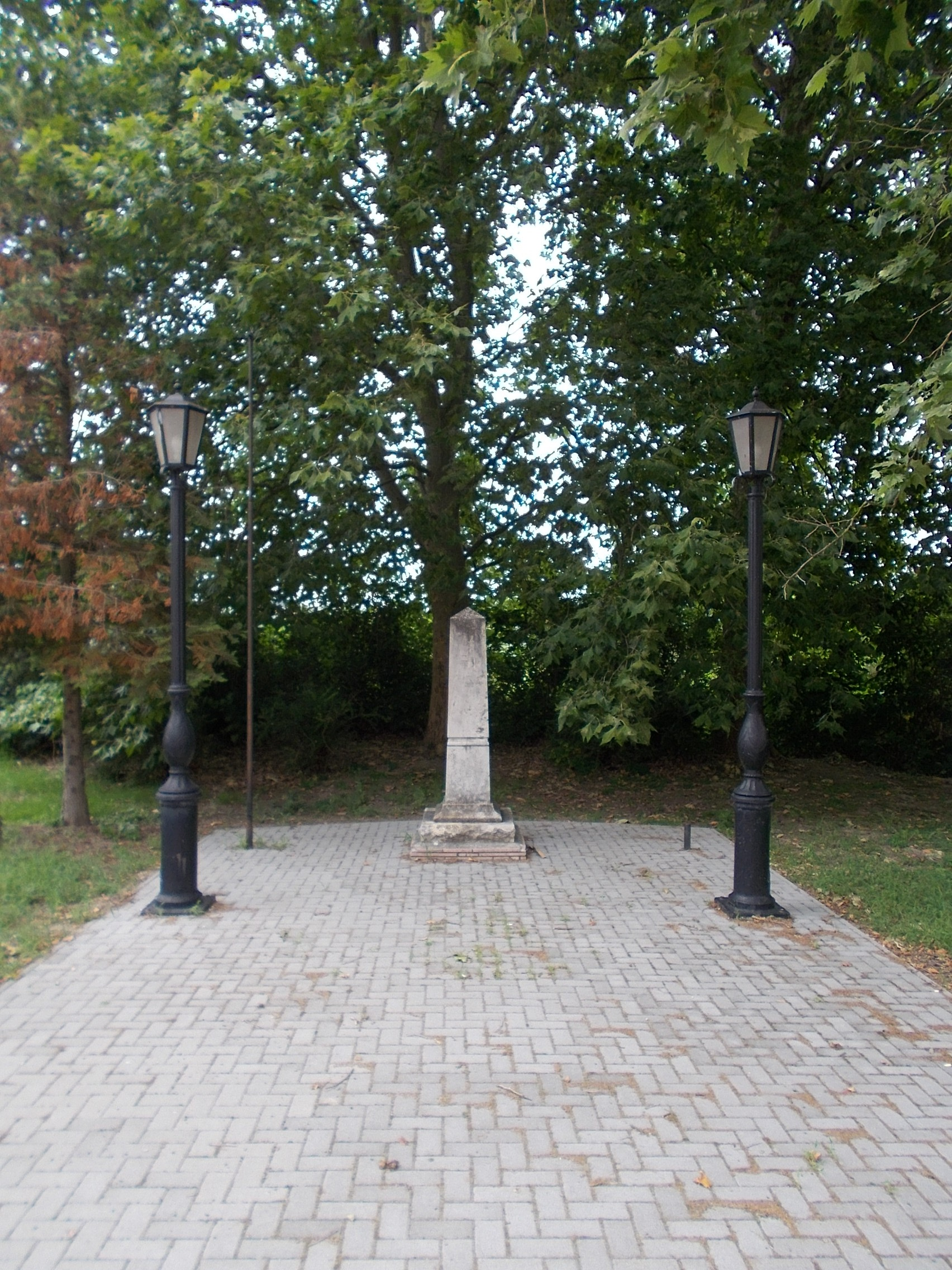
1848er-Denkmal
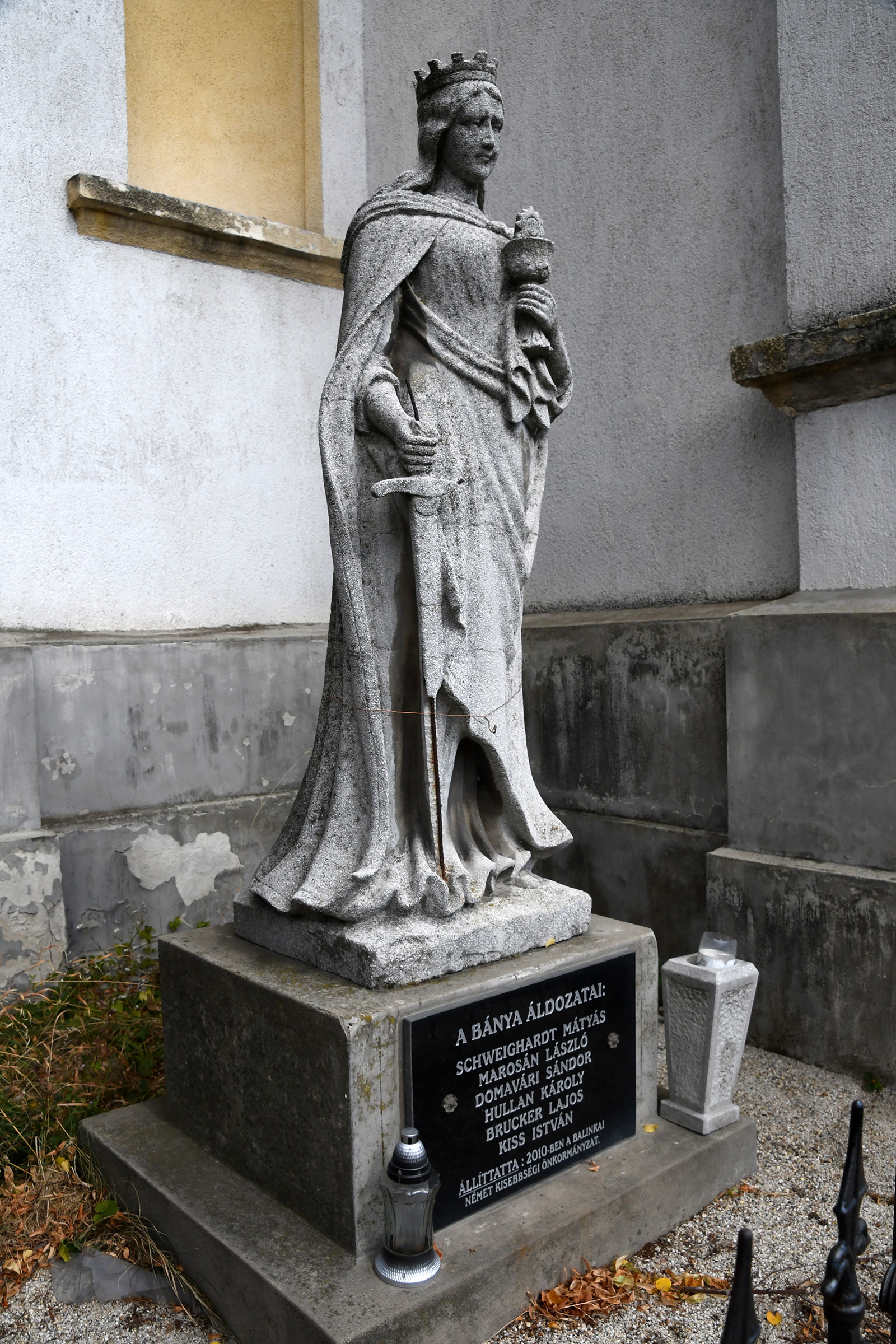
Denkmal für die Opfer des Bergbaus
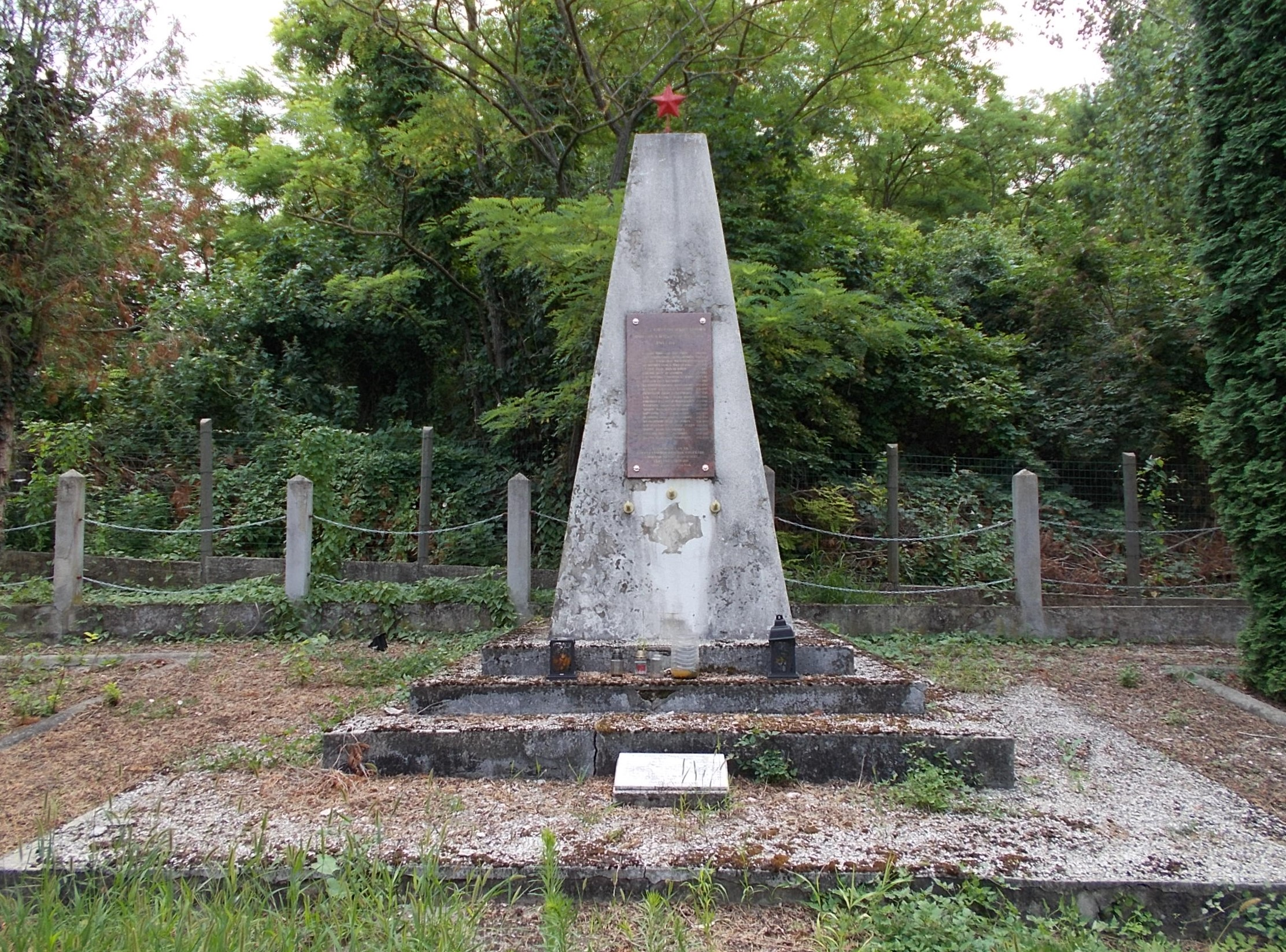
Sowjetisches Militärdenkmal
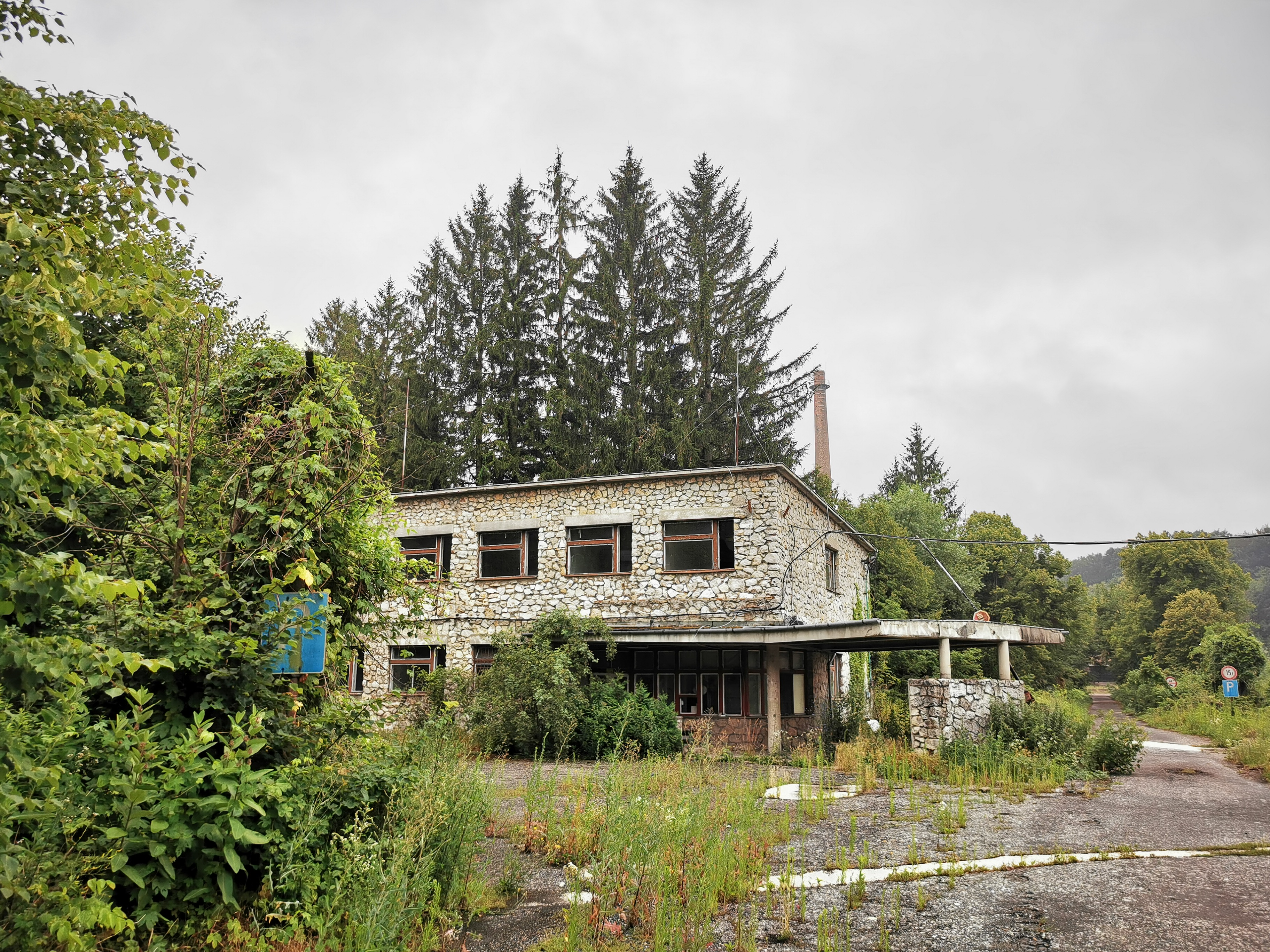
Ehemaliges Bergbaugelände

## Verkehr
Durch die Gemeinde verläuft die Landstraße Nr. 8209. Der Personenverkehr auf der Eisenbahnstrecke von Balinka nach Bodajk wurde im Jahr 2009 eingestellt, so dass Bahnreisende seitdem den Bahnhof in Bodajk nutzen müssen, der an die Strecke von Székesfehérvár nach Komárom angebunden ist.